# Cupa României 1947-1948
Ediția 1947-1948 a fost a 11-a ediție a Cupei României la fotbal. După patru ani de ediții nedisputate din cauza Războiului Mondial, competiția s-a reluat la 12 septembrie 1947, sub o nouă denumire: Cupa Republicii Populare Române. Finala a avut loc în august 1948, ca un preambul al sezonului 1948-49 din Divizia A. A fost prima, și deocamdată singura ediție care a opus echipe din Arad și Timișoara, cele două orașe vestice rivale.

## Șaisprezecimi
| Data     | Echipa gazdă                       | Scor         | Echipa oaspete              |
| -------- | ---------------------------------- | ------------ | --------------------------- |
| 16.03.48 | CAM Timișoara (Div.2)              | 2 - 0        | (Div.1) CA Oradea           |
| 16.03.48 | CSM Sighișoara (Div.Inf)           | 0 - 2        | (Div.1) CFR Cluj            |
| 17.03.48 | Moreni (Div.2)                     | 0 - 5        | (Div.1) CFR București       |
| 17.03.48 | CFR Buzău (Div.2)                  | 2 - 4        | (Div.1) CSCA București      |
| 18.03.48 | Socec Lafayette București (Div.2)  | 4 - 0        | (Div.1) FC Ploiești         |
| 18.03.48 | Țesătoria Română Pitești (Div.Inf) | 1 - 0        | (Div.1) Juventus București  |
| 18.03.48 | Minaur Zlatna (Div.Inf)            | 1 - 5        | (Div.1) Dermata Cluj        |
| 18.03.48 | Prahova Ploiești (Div.2)           | 1 - 4        | (Div.1) Metalochimic Reșița |
| 18.03.48 | Metalurgistul Cugir (Div.Inf)      | 1 - 4        | (Div.1) CFR Timișoara       |
| 18.03.48 | Ripensia (Div.2)                   | 1 - 3        | (Div.1) UTA Arad            |
| 18.03.48 | CFR Târgoviște (Div.2)             | 1 - 3 (d.p.) | (Div.1) Unirea Tricolor     |
| 18.03.48 | Foresta Reghin (Div.Inf)           | 1 - 3        | (Div.1) Știința Cluj        |
| 18.03.48 | Metalochimic București (Div.2)     | 2 - 1 (d.p.) | (Div.1) CS Târgu Mureș      |
| 18.03.48 | CFR Turda (Div.Inf)                | 2 - 1        | (Div.1) Zorile Roșii Mediaș |
| 18.03.48 | Turnu Severin (Div.2)              | 1 - 1        | (Div.1) Jiul Petroșani      |
| 24.03.48 | Poli Iași (Div.2)                  | 1 - 1        | (Div.1) Ciocanul            |

## Optimi
| Data     | Echipa gazdă              | Scor  | Echipa oaspete      |
| -------- | ------------------------- | ----- | ------------------- |
| 21.04.48 | CAM Timișoara             | 3 - 1 | CSCA București      |
| 21.04.48 | Țesătoria Română Pitești  | 1 - 0 | CFR București       |
| 21.04.48 | Metalochimic București    | 2 - 4 | Metalochimic Reșița |
| 21.04.48 | Socec Lafayette București | 2 - 5 | CFR Timișoara       |
| 21.04.48 | Știința Cluj              | 2 - 3 | UTA Arad            |
| 21.04.48 | CFR Turda                 | 9 - 3 | Unirea Tricolor     |
| 21.04.48 | Poli Iași                 | 3 - 1 | CFR Cluj            |
| 21.04.48 | Turnu Severin             | 3 - 1 | Dermata Cluj        |

## Sferturi
| Data     | Echipa gazdă             | Scor         | Echipa oaspete      |
| -------- | ------------------------ | ------------ | ------------------- |
| 30.05.48 | CAM Timișoara            | 3 - 2        | CFR Turda           |
| 13.06.48 | Poli Iași                | 5 - 2        | Metalochimic Reșița |
| 24.06.48 | Țesătoria Română Pitești | 0 - 1 (d.p.) | UTA Arad            |
| 27.06.48 | Turnu Severin            | 0 - 2        | CFR Timișoara       |

## Semifinale
| Data     | Echipa gazdă  | Scor  | Echipa oaspete |
| -------- | ------------- | ----- | -------------- |
| 08.08.48 | Poli Iași     | 2 - 3 | CFR Timișoara  |
| 08.08.48 | CAM Timișoara | 0 - 6 | UTA Arad       |

## Finala
| 15 august 1948 17:15 | UTA Arad                            | 3 – 2 | CFR Timișoara                     | Stadionul Venus, București Spectatori: 10.000 Arbitru: Emil Kroner (București) |
| 15 august 1948 17:15 | A.Kovacs 7' Reinhardt 56' Băcuț 82' |       | Woronkowski 8' (pen) I.Kovacs 38' | Stadionul Venus, București Spectatori: 10.000 Arbitru: Emil Kroner (București) |

| ITA:            |                    |
|                 |                    |
| P               | Alexandru Marki    |
| F               | Moise Vass         |
| F               | Zoltan Farmati     |
| M               | Gheorghe Băcuț     |
| M               | Adalbert Pall      |
| M               | Iosif Petschovski  |
| A               | Adalbert Kovacs    |
| A               | Ioan Reinhardt     |
| A               | Ludovic Bonyhadi   |
| A               | Ion Stibinger      |
| A               | Nicolae Dumitrescu |
| Antrenor:       |                    |
| Augustin Juhasz |                    |

| CFR TIMIȘOARA: |                        |
|                |                        |
| P              | Aurel Boroș            |
| F              | Ioan Barna             |
| F              | Ștefan Rodeanu         |
| M              | Petre Cojereanu        |
| M              | Iosif Ritter           |
| M              | Constantin Woronkowski |
| A              | Gheorghe Moniac        |
| A              | Nicolae Reuter         |
| A              | Iosif Kovacs           |
| A              | Emil Avasilichioaie    |
| A              | Petru Bădeanțu         |
| Antrenor:      |                        |
| Balazs Hoksary |                        |